# Gertrud Seele
Gertrud Seele (Berlino, 22 settembre 1917 – Berlino, 12 gennaio 1945) è stata un'infermiera tedesca, durante gli anni del governo nazista si impegnò nell'aiutare i concittadini ebrei e fu una strenua oppositrice del regime. Fu condannata a morte e giustiziata per la sua posizione tenuta contro il regime.

## Biografia

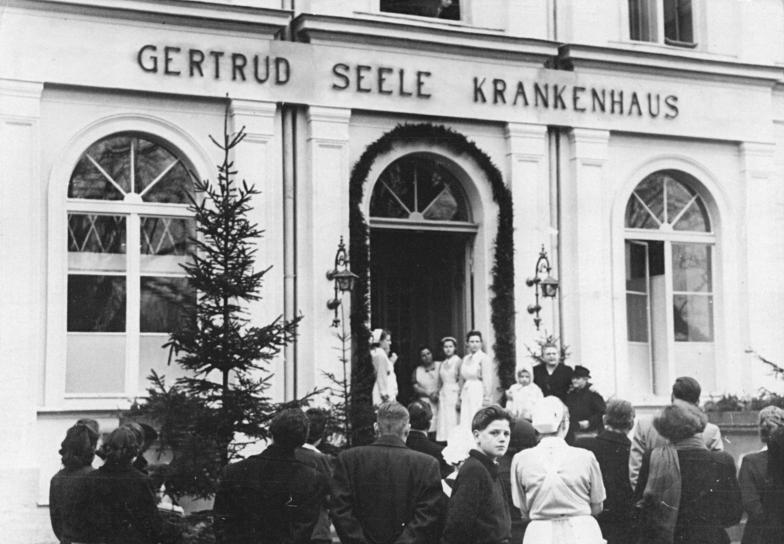
L'ex castello Junker e oggi Gertrud-Seele-Haus a Lanke. Fotografia del 1951.

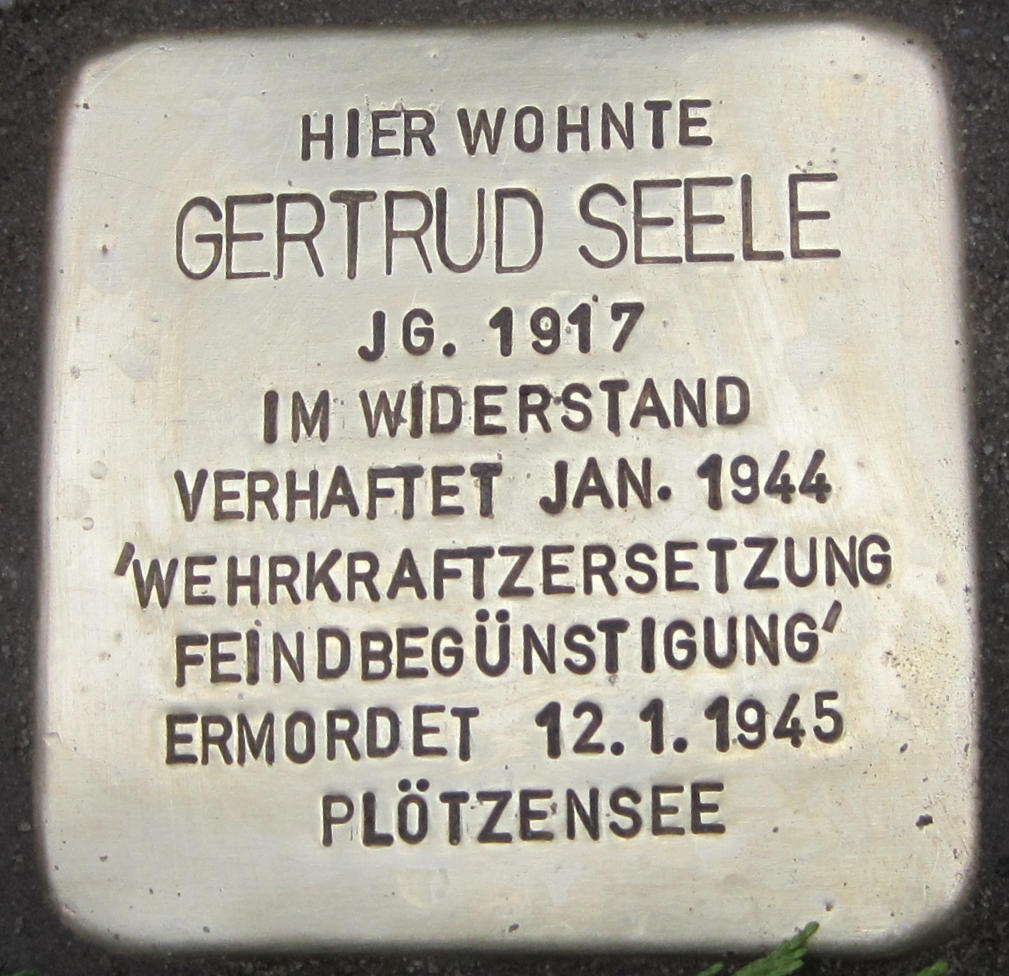
Pietra d'inciampo in onore di Gertrud Seele a Berlino.

Nacque in una famiglia operaia socialdemocratica. All'età di 18 anni frequentò un corso per infermiera e iniziò a lavorare presso l'ospedale Robert Koch di Berlino come infermiera e assistente. La figlia Michaela nacque l'11 settembre 1941; il padre era un soldato in licenza dal fronte.
Dopo la Notte dei Cristalli del 1938, iniziò a fornire un alloggio sicuro agli ebrei perseguitati e minacciati dalla deportazione, o a nasconderli in casa propria. Nel 1942, lei e sua figlia si trasferirono a Merke, nella Bassa Lusazia dove attirò l'attenzione per le sue posizioni antifasciste e le sue dichiarazioni critiche nei confronti di Adolf Hitler.
Nel 1944 fu denunciata, arrestata e portata nel carcere di Francoforte, in seguito fu trasferita nel carcere femminile di Barnimstraße. Il 6 dicembre 1944 fu condannata a morte dal Tribunale del Popolo per sovversione del potere militare e favoreggiamento del nemico. La sentenza fu eseguita con la ghigliottina nella prigione di Plötzensee il 12 gennaio 1945.
Il suo desiderio di rivedere la figlia non fu esaudito, ma è rimasta conservata la lettera di addio alla figlia.

## Memoria
In sua memoria, il 12 gennaio 1951 le è stato intitolato un ospedale a Lanke; l'ex castello è poi diventato una succursale dell'ospedale di Eberswalde come Gertrud-Seele-Haus e successivamente utilizzato come casa di cura fino al 1998.